# 제왕 절개

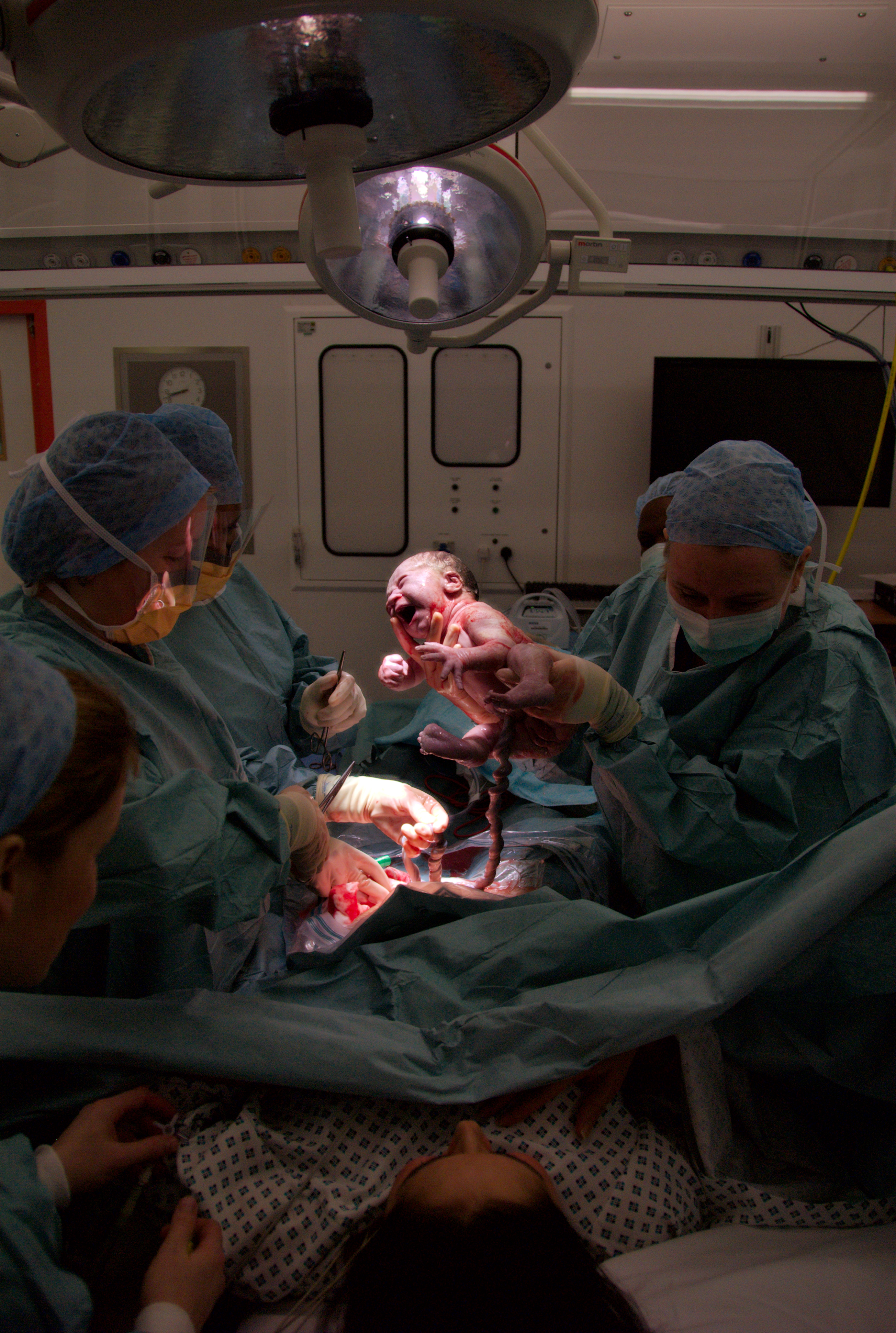
제왕 절개를 수행하는 모습

제왕 절개(帝王切開, 라틴어: Sectio caesarea, 독일어: Kaiserschnitt, 영어: Caesarean section)는 산모의 복부와 자궁을 절개하여 태아를 출산하는 수술이다. 이 수술은 질을 통한 출산이 산모나 태아의 생명에 위협을 가할 때 시술하는데, 산모의 요청에 따라 이루어지기도 한다.

## 방법
- 복식제왕절개(腹式帝王切開)
  - 현재 가장 일반적인 방법. 수술 시간은 통상 1시간 남짓, 길어도 대개 2시간 정도이다. 이하에 술기의 한 예다. 마취는 통상은 요추 마취에서 실시하지만 긴급시는 전신 마취가 된다. 분만기 임신부는 Full stomach로 간주하고 Crush Induction이라는 마스크 환기를 할 특별한 기관 내 삽관 법이 이용된다.모든 마취제는 태반을 통과하고 태아에 영향을 미치기 때문에 전신 마취 하의 제왕 절개술은 시간과의 싸움이다.
  - 1. 피부절개
    - "종절개(정중절개)"와 "횡절개"가 있다. 원래는 "종절개"가 많았지만 현재는 미용적 관점에서 "횡절개"가 많아졌다."횡절개"는 피부할선에 일치하는 것과 치골 결합 위 가장자리의 음모의 상단 부분을 절개하기 때문에 수술 자국이 눈에 띄기 어렵다는 점이 있으며 이 때문에 비키니 착용도 가능하다. 종절개는 약간 수술 조작이 간편해 긴급제왕절개에 있어 통상 종절개이다.

  - 2. 피하조직, 근막, 복막절개
    - 지방 조직을 절개하는 복직근초전엽을 노출시키고 절개 후 흰 선으로 불리는 복직근 근막 중앙에 위치한 근막조직에서 복직근을 해리하는 복막을 노출한다. 복막 내 제왕 절개의 경우 복막 세로 절개로 복강에 들어 방광 자궁 오목 복막 절개한 후에 방광을 하향에 박리되면서 자궁 하부를 충분히 노출시킨다.복막 외 제왕 절개의 경우 복막 절개 없이 방광을 박리하다.

  - 3. 자궁근절개
    - 자궁 경부의 약간 위를 수평절개한다(자궁 체부 아래 절횡절개). 종절개(고전적 자궁 마디 절개)는 제왕 절개 수술 후 임신으로 "자궁 파열"을 일으킬 수 있다. 종절개는 전 벽 부착 전치 태반의 경우 태반 부착부를 피할 때나 임신 30주 미만의 조산 때 등에 열린다.

  - 4. 태아만출
    - 태아를 보호하고 머리 정도 있으면 자궁바닥을 찍는 방식에서 꺼내어, 골반 정도면 엉덩이에서 천천히 꺼낸다. 탯줄은 결찰(혈류를 멈추게 하는 것)해서 신속히 아이를 수술실 내에서 대기하는 간호사·조산사·소아과 의사 등에게 보낸다.

  - 5. 자궁 내용물 제거
    - 태반을 포함한 자궁 내용물을 제거하다. 자궁 절개-태아만출-자궁내용제거 사이에 자궁 내보다 대량의 출혈이 생긴다(통상 양수 양도 포함하고 1L~2L정도). 일반적으로 필요에 따라 자궁 수축제(근래에는 대체로 옥시토신)을 주사하는 경우가 많고 많은 경우는 서서히 자궁이 수축하고 단단해지는 자궁의 출혈은 멈추는데 자궁의 수축이 발생하지 않아 출혈이 계속하는 경우는 "이완출혈"라고 불리는 상태인 긴급의 자궁 전적출술을 고려할 것. 이완출혈에 대한 진단과 대처가 늦어지면 출혈다량으로 죽음에 이르는 경우도 적지 않다. 그래서 예정 제왕절개의 경우 자기 혈액 채취를 하는 경우도 많다.

  - 6. 자궁근봉합
    - 근층은 1~2층 봉합한다. 방광, 자궁, 복막을 봉합한다.

  - 7. 지혈 확인·복강 내 세척
    - 자궁 봉합이 끝나면 충분한 지혈을 확인한다. 그 후 복강 내를 온생식으로 세척하고 자궁에 유착 방지 흡수성 장벽(일본 내에서는 상품명이 세플라필름, 인터시드로 알려짐)을 부착한다. 고가이지만 복막 유착을 방지하는데 유효하며, 일본 내에서는 보험이 적용된다.

  - 8. 복막, 피하 조직·피부 봉합
    - 절개의 역순서로 봉합한다.

- 질식제왕절개(膣式帝王切開)
  - 임신 중기 자궁 내 태아 사망과 중기 중절 때 행해지는 방법. 과거에는 행하여졌으나 현재는 거의 이뤄지지 않는다.

## 위험
제왕절개의 산모와 아이에게의 위험은, 통계적으로는 그 사실성이 뒷받침되어 왔다. 선진국에서 제왕절개로 인한 산모의 사망률은 10만 명 당 13명 수준으로, 질식분만의 산모 사망률인 10만 명 당 3.5명보다 높은 수준이다. 하지만 양측 상황에서 모두 충분한 설비가 갖추어진 상황에서는 사망률이 매우 낮다. 제왕절개의 위험성은 수술 후의 유착, 절개 헤르니아, 상처 감염 등과 관련되어 있는데, 비상시의 제왕 절개 시에는 위험 요인의 수가 증가하여 수술의 리스크가 커지기 쉽다.

## 제왕절개 후 산모 회복을 돕는 팁
제왕절개 후 회복은 평균 6주 이상 소요되며, 첫 2주는 복부 절개 부위의 통증과 출혈, 피로감이 가장 심한 시기이다. 이후 3~4주차에는 상처 회복이 진행되며, 걷기나 가벼운 집안일이 가능해지지만 여전히 무거운 물건은 피해야 한다. 대부분의 산모는 5~6주차에 출산 직전 체중의 60~70%를 회복하고, 육체 활동 범위가 넓어진다.  회복 속도는 개인마다 다르며, 감염 여부, 유착 발생, 수면 질 등이 영향을 줄 수 있다. 한국에서는 산모의 회복을 돕기 위해 산후도우미 제도와 같은 맞춤형 지원이 활성화되어 있다.  제왕절개 후에는 걷기 운동과 함께 고단백 식단, 철분·비타민D 보충이 회복에 도움을 줄 수 있다는 의견도 있다. 또한 출산 직후 복압 상승을 막기 위해 복대 착용 여부는 전문가 판단에 따라 결정해야 한다.

## 역사와 어원
기원전 7세기 고대 로마의 왕 누마 폼필리우스가 반포한 왕령에 따르면 산모가 아이를 낳다가 사망할 경우 수술로 태아를 꺼내야 한다고 정해져 있는데, 이것이 알려져 있는 제왕 절개 수술의 가장 오래된 기록이다. 왕령(Lex Regia)은 카이사르가 황제가 된 뒤로는 황제령(Lex Caesarea)이 되었으므로, 제왕 절개라는 이름이 ‘황제령에 의해 태어났다’는 표현에서 유래했을 가능성이 있다.
율리우스 카이사르 황제가 제왕 절개로 태어났다는 이야기는 거짓이다.로마 시대에도 수술은 있었지만 산모가 살아남지는 못했는데, 카이사르의 어머니는 카이사르가 태어난 이후에도 몇 년간 살아 있었다. 한편 이 단어가 ‘자르다’라는 뜻의 라틴어 caedere에서 왔을 것이라고 설명하는 경우도 있다. 고대 로마의 학자 대 플리니우스는 황제 율리우스 카이사르와 그 조상이 대대로 썼던 이름 ‘율리우스 카이사르’가 ‘ab utero caeso(자궁에서 잘라온)’이라는 표현에서 왔다고 주장했다. ‘카이사르’의 어원이 무엇인지에 대해서는 이것 말고도 여러 설이 있다.
현대의학의 발전 이전에 어머니를 여의고 제왕절개로 태어난 사람 중에 라이문도 논나토가 있다.
수술 자체에 ‘황제’라는 이름을 붙인 사람은 프랑수아 루세(François Rousset)로, 그는 1581년 발표한 책에서 제왕 절개를 ‘황제 출산(enfantement caesarien)’이라고 표현했다. 한국어 ‘제왕 절개’라는 단어는 말 그대로는 ‘황제 절개수술’을 의미하는 독일어 카이저슈니트(Kaiserschnitt)를 직역한 것이다.